# Melanomma radicans
Melanomma radicans är en lavart som beskrevs av Samuels & E. Müll. 1979. Melanomma radicans ingår i släktet Melanomma och familjen Melanommataceae.   Inga underarter finns listade i Catalogue of Life.